# هاملت گاسپاریان
هاملت آرامائیسی گاسپاریان (Համլետ Արամայիսի Գասպարյան؛ انگلیسی: Hamlet Gasparyan زادهٔ ۲۰ مهٔ ۱۹۵۰ - ۲۴ سپتامبر ۲۰۲۱) یک مترجم، روزنامه‌نگار و دیپلمات اهل ارمنستان بود که از سال ۲۰۱۰ تا ۲۰۱۷ سفیر جمهوری ارمنستان در رومانی و از سال ۲۰۱۴ تا سال ۲۰۱۷ سفیر جمهوری ارمو مونته‌نگرو بود.

## زندگی‌نامه
وی در ۲۰ مه ۱۹۵۰ در روستای آچاجور، استان تاووش به دنیا آمد و در سال ۱۹۷۴ از دانشکده زبان‌شناسی دانشگاه دولتی ایروان فارغ‌التحصیل گشت. وی بین سال‌های ۱۹۸۹ تا ۱۹۹۰ معاون سردبیر روزنامه هایوتس آشخار و بین سال‌های ۱۹۹۱ تا ۱۹۹۵ سردبیر روزنامه آزگ بود. وی برنده جوایزی همچون مدال مخیتار گش (مه ۲۰۲۰) شد. وی در ۲۴ سپتامبر ۲۰۲۱ در سن ۷۱ سالگی در درگذشت.